# Xe législature de l'Assemblée de Madrid
La Xe législature de l'Assemblée de Madrid est un cycle parlementaire de l'Assemblée de Madrid, d'une durée de quatre ans, ouvert le 9 juin 2015, à la suite des élections du 24 mai 2015, et clos le 2 avril 2019.

## Bureau de l'Assemblée
| Poste                    | Titulaire                              | Parti | Parti   |
| ------------------------ | -------------------------------------- | ----- | ------- |
| Présidente               | Paloma Adrados                         |       | PPCM    |
| Premier vice-président   | Juan Trinidad                          |       | Cs      |
| Deuxième vice-président  | Modesto Nolla                          |       | PSOE-M  |
| Troisième vice-président | Laura Díaz                             |       | Podemos |
| Troisième vice-président | Miguel Ongil (15.11.2018)              |       | Podemos |
| Première secrétaire      | Rosalía Gonzalo                        |       | PPCM    |
| Première secrétaire      | Ana Mariño (05.10.2017)                |       | PPCM    |
| Deuxième secrétaire      | Carmen López                           |       | PSOE-M  |
| Troisième secrétaire     | Cristina Álvarez                       |       | PPCM    |
| Troisième secrétaire     | Juan Antonio Gómez-Angulo (23.07.2015) |       | PPCM    |

## Groupes parlementaires
| Nom | Nom        | Début | Fin | Porte-parole                                                               |
| --- | ---------- | ----- | --- | -------------------------------------------------------------------------- |
|     | Populaire  | 48    | 48  | Cristina Cifuentes Enrique Ossorio (06.07.2015)                            |
|     | Socialiste | 37    | 37  | Ángel Gabilondo                                                            |
|     | Podemos    | 27    | 27  | José Manuel López Lorena Ruiz-Huerta (02.01.2017) Clara Serra (05.11.2018) |
|     | Ciudadanos | 17    | 17  | Ignacio Aguado                                                             |

## Commissions parlementaires
| Commission                                                                                   | Président                  | Parti   | Parti |
| -------------------------------------------------------------------------------------------- | -------------------------- | ------- | ----- |
| Commissions permanentes législatives                                                         |                            |         |       |
| Commission du Statut d'autonomie, du Règlement et du Statut du député                        | José Quintana              | PSOE-M  |       |
| Commission de la Culture et du Tourisme                                                      | Juan Van-Halen             | PPCM    |       |
| Commission de la Présidence, de la Justice et du Porte-parole du gouvernement                | María Espinosa de la Llave | Podemos |       |
| Commission du Budget, de l'Économie, de l'Emploi et des Finances                             | Juan Segovia               | PSOE-M  |       |
| Commission de l'Environnement, de l'Administration locale et de l'Organisation du territoire | Lucila Toledo              | PPCM    |       |
| Commission de la Santé                                                                       | José María Arribas         | PPCM    |       |
| Commission des Politiques sociales et de la Famille                                          | Marta Marbán               | Cs      |       |
| Commission de l'Éducation et du Sport                                                        | Gádor Ongil                | PPCM    |       |
| Commission des Transports, du Logement et des Infrastructures                                | Bartolomé González         | PPCM    |       |
| Commission de la Femme                                                                       | Clara Serra                | Podemos |       |
| Commission de la Jeunesse                                                                    | Pablo Padilla              | Podemos |       |
| Commissions permanentes non-législatives                                                     |                            |         |       |
| Commission de vigilance des contrats publics                                                 | César Zafra                | Cs      |       |
| Commission de contrôle de la télévision régionale                                            | Esther Ruiz                | Cs      |       |
| Commission pour les politiques intégrales pour les handicapés                                | Lucía Inmaculada Casares   | PSOE-M  |       |
| Commissions non permanentes                                                                  |                            |         |       |
| Commission d'Étude sur l’endettement et la gestion publique de la Communauté de Madrid       | José Manuel López          | Podemos |       |

## Gouvernement et opposition

### Investiture de Cifuentes
| Candidat                  | Date                                    | Vote       |      |        |         |    | Résultat |
| Candidat                  | Date                                    | Vote       | PPCM | PSOE-M | Podemos | Cs | Résultat |
| Cristina Cifuentes (PPCM) | 25 juin 2015 (majorité absolue requise) | Oui        | 48   |        |         | 17 | 65 / 129 |
| Cristina Cifuentes (PPCM) | 25 juin 2015 (majorité absolue requise) | Non        |      | 37     | 27      |    | 64 / 129 |
| Cristina Cifuentes (PPCM) | 25 juin 2015 (majorité absolue requise) | Abstention |      |        |         |    | 0 / 129  |

### Motion de censure
| Candidat                     | Date                                   | Vote       |      |        |         |    | Résultat |
| Candidat                     | Date                                   | Vote       | PPCM | PSOE-M | Podemos | Cs | Résultat |
| Lorena Ruiz-Huerta (Podemos) | 8 juin 2017 (majorité absolue requise) | Oui        |      |        | 27      |    | 27 / 129 |
| Lorena Ruiz-Huerta (Podemos) | 8 juin 2017 (majorité absolue requise) | Non        | 48   |        |         | 17 | 65 / 129 |
| Lorena Ruiz-Huerta (Podemos) | 8 juin 2017 (majorité absolue requise) | Abstention |      | 37     |         |    | 37 / 129 |

### Investiture de Garrido
| Candidat             | Date                                   | Vote       |      |        |         |    | Résultat |
| Candidat             | Date                                   | Vote       | PPCM | PSOE-M | Podemos | Cs | Résultat |
| Ángel Garrido (PPCM) | 18 mai 2018 (majorité absolue requise) | Oui        | 48   |        |         | 17 | 65 / 129 |
| Ángel Garrido (PPCM) | 18 mai 2018 (majorité absolue requise) | Non        |      | 37     | 27      |    | 64 / 129 |
| Ángel Garrido (PPCM) | 18 mai 2018 (majorité absolue requise) | Abstention |      |        |         |    | 0 / 129  |

## Désignations

### Sénateurs
| Parti   | Parti                        | Sénateurs désignés                 | Voix        |
| ------- | ---------------------------- | ---------------------------------- | ----------- |
| PP      |                              | Jesús Fermosel Díaz                | Assentiment |
| PP      | Ana Isabel Mariño Ortega     |                                    | Assentiment |
| PP      | Juan Soler-Espiauba Gallo    |                                    | Assentiment |
| PSOE    |                              | José Carmelo Cepeda García de León | Assentiment |
| PSOE    | María Encarnación Moya Nieto |                                    | Assentiment |
| Podemos |                              | Ramón María Espinar Merino         | Assentiment |
| Cs      |                              | Tomás Marcos Arias                 | Assentiment |

- Désignation : 9 juillet 2015.
- Ana Mariño (PP) est remplacée en octobre 2017 par Jaime González Taboada avec 48 voix favorables.
- Ramón Espinar (Podemos) est remplacé en février 2019 par Jacinto Morano González avec 62 voix favorables.